# Kanton Cayenne-1 Nord-Ouest
Der Kanton Cayenne-1 Nord-Ouest war ein Wahlkreis im Arrondissement Cayenne in Französisch-Guayana.
Der Kanton bestand aus einem Teil der Gemeinde Cayenne und hatte 3831 Einwohner (2007). Er grenzte im Südwesten und Südosten an die Kantons Cayenne-3 Sud-Ouest und Cayenne-4 Centre. Die Grenze folgte hier weitgehend der Avenue du Général de Gaulle. Im Nordosten grenzte der Kanton an Cayenne-2 Nord-Est.
Im westlichen Teil des Kantons hatte die Stadtverwaltung von Cayenne ihren Sitz. Das Rathaus steht in der Rue de Rémire 1. Zum Kanton gehörten die 45 km nordwestlich gelegenen Îles du Salut.
Stadtteile (quartiers) im Kanton waren (von Ost nach West, mit Koordinaten):
- Buzaret 4° 57′ N, 52° 20′ W
- Pointe des Amandiers 4° 57′ N, 52° 20′ W
- Fort Cépérou 4° 56′ N, 52° 20′ W
- Îles du Salut 5° 17′ N, 52° 35′ W